# Prionopterina tritosticha
Prionopterina tritosticha är en fjärilsart som beskrevs av Turner. Prionopterina tritosticha ingår i släktet Prionopterina och familjen nattflyn. Inga underarter finns listade i Catalogue of Life.